# Сухобоков Олег Васильович
Олег Васильович Сухобоков (26 жовтня 1937 — 21 липня 2008) — український історик-славіст, археолог, давньоруської історії, доктор історичних наук. Провідний науковий співробітник Інституту археології НАН України, художник. Народився в Трубчевську, Росія. Випускник Харківського університету. Коло наукових інтересів: археологія, історія та культура населення Лівобережної України другої пол. І — поч. ІІ тис. н. е., зокрема східнослов'янського племені сіверян, «хозарський період» в історії східних слов'ян, народів Хозарського каганату VIII—X ст., взаємовідносини хозарів, аланів лісостепового Подоння і східних слов'ян. Помер у Києві.

## Біографія
Народився 26 жовтня 1937 року в місті Трубчевськ Брянської області в сім'ї вчителів Василя Олексійовича та Наталії Володимирівни. Батько — Василь Олексійович — ветеран Другої світової війни, орденоносець; на його честь названо одну з центральних вулиць м. Бахмач Чернігівської обл., у визволенні якого від нацистських загарбників він брав активну участь.
У 1945—1956 рр. навчався у середній школі № 1 м. Трубчевськ. Після служби у лавах Радянської Армії, у 1959—1964 рр. О.Сухобоков навчався на історичному факультеті Харківського державного університету ім. О. М. Горького. В студентські роки захопився античною історією та скіфською археологією. Брав участь у археологічних дослідженнях Херсонесу.
Після закінчення університету, у 1964—1966 рр. працював шкільним вчителем історії та суспільствознавства у шахтарському містечку Торез Донецької обл. В 1966 — 1969 рр. навчався в аспірантурі Інституту археології Академії наук УРСР, спеціалізувався у галузі слов'яно-давньоруської археології України. З 1969 р. і до кінця життя О. В. Сухобоков працював в Інституті археології АН УРСР і НАН України, пройшовши шлях від молодшого наукового співробітника (1969 р.) до провідного наукового співробітника (1994—2008 рр.) відділу давньоруської та середньовічної археології.
У 1973 р. захистив кандидатську дисертацію «Населення Дніпровського Лівобережжя у другій половині першого тисячоліття н. е.» (науковий керівник — д.і.н. В. Й. Довженок). У 1993 р. — докторську дисертацію «Етнокультурний розвиток населення лісостепової Лівобережної України наприкінці І — початку ІІ тис. н. е.». У дисертаційних та у монографічних дослідженнях О. В. Сухобоковим було вперше детально відтворено етнокультурні процеси слов'янського населення Дніпровського Лівобережжя другої половини І — початку ІІ тис. н. е. Вчений розробив оригінальну концепцію історичного процесу у етнокультурно неоднорідному маргінальному регіоні Київської Русі — Дніпро-Донському межиріччі впродовж 500-літнього періоду. У 1968-73 рр. очолював Лівобережний загін Ранньослов'янської експедиції, з 1974 по 2006 рр. — керівник Лівобережної слов'яно-руської експедиції Інституту археології АН УРСР і НАН України. Більш ніж за 40-річний період польових археологічних робіт О. В. Сухобоков виявив та дослідив чимало важливих археологічних пам'яток України, багато з яких стали хрестоматійними у вітчизняній та зарубіжній історіографії. О. В. Сухобоков був членом спеціалізованих вчених рад з захисту дисертацій Інституту археології та Інституту сходознавства ім. А. Кримського НАН України; членом редколегій періодичних наукових видань «Сходознавство» і «Хозарський альманах» (Київ), «Наукові записки з української історії» (Переяслав), «Сумська старовина» (Суми), «Археологічний альманах» (Донецьк) та ін. Поряд з науковою роботою О. В. Сухобоков вів педагогічну роботу як професор Міжнародного Соломонова університету та Переяслав-Хмельницького педагогічного університету ім. Г. Сковороди.

## Науково-дослідницька діяльність
Наукові інтереси О. В. Сухобокова фокусувалися на ранньослов'янській та давньоруській археології Дніпровського Лівобережжя, історії східнослов'янського племені сіверян та долі «Сіверської землі» в складі Хозарського каганату і Давньої Русі. У 1966—1974 рр. О. В. Сухобоков працював в експедиціях В. Й. Довженка, Д. Т. Березовця, В. К. Гончарова, О. М. Лєскова, Є. В. Махно, М. П. Кучери, Д. Я. Телегіна, В. І. Бідзілі, А. І. Кубишева, брав участь у розкопках таких визначних пам'яток як черняхівський могильник Успенка, салтівські могильники Верхній Салтів та Нетайлівка, скіфський курган Гайманова Могила, проводив ґрунтовні розвідки на Дніпровському Лівобережжі та Приазов'ї. В 1968 О. В. Сухобоков очолив Лівобережний загін Ранньослов'янської експедиції, який у 1974 р. було реорганізовано в окрему Лівобережну слов'яно-руську експедицію Інституту археології. О. В. Сухобоков виявив та дослідив десятки важливих археологічних пам'яток України. Серед них:
Курган-Азак (1968),
волинцевське поселення Ходосівка (1972),
роменсько-давньоруське городище і селище Ніцаха (літописний Нічан) (1973-74, 1976, 1986-88),
роменське городище біля м. Опішнє (1974—1975),
ранньороменське городище, селище і могильник біля с. Кам'яне (1976—1978),
літописні давньоруські міста Путивль (1979-82, 2006), Лубни (1980—1981) та Ромен (1992, 1999),
епонімну пам'ятку волинцевської культури — поселення Волинцеве (1980—1981),
ранньослов'янське поселення Засулля (1980),
роменське городище Лухтівка (1983),
роменсько-давньоруський комплекс біля с. Зелений Гай (1983),
ранньосіверянське городище біля с. Битиця (1985—1992),
давньоруське поселення Циблі (1995),
епонімне роменське городище «Монастирище» (1999) та ін.
Досліджував середньовічні турецькі пам'ятки Очаків, Аккерман в складі Міжнародної Південної Середньовічної українсько-турецької експедиції (1997—2004). О. В. Сухобоков встановив дати заснування міст Путивль, Лубни, Ромни. Кандидатська і докторська дисертації О. В. Сухобокова «Населення Дніпровського Лівобережжя у другій половині першого тисячоліття н. е.» (1973 р.) і «Етнокультурний розвиток населення лісостепової Лівобережної України наприкінці І — початку ІІ тис. н. е.» (1993 р.), а також монографії «Слов'яни Дніпровського Лівобережжя (роменська культура та її попередники)» (1975 р.) і «Дніпровське лісостепове Лівобережжя у VIII — XIII ст.» (1992 р.) переконливо довели тезу про тяглість історичного процесу на Лівобережжі України. Вчений першим запропонував деталізовану картину еволюції головних елементів матеріальної культури слов'янського населення Дніпровського Лівобережжя від пам'яток VI — VII ст. до роменсько-давньоруських пам'яток ХІ ст. На основі результатів своїх досліджень вчений прийшов до висновку про єдину «волинцевсько-роменську» чи «сіверянську» культуру Дніпровського Лівобережжя VIII — початку ХІ ст. Вироблені ним історичні концепції отримали підтримку багатьох вчених і знайшли чимало послідовників як в Україні, так і за її межами. О. В. Сухобоков відомий і як фахівець з номадичних студій. Багато уваги він приділив вивченню характеру взаємовідносин хозар і слов'ян, «хозарському періоду» в історії південної частини східних слов'ян та інших народів, які входили до складу Хозарського каганату у VIII — Х ст.

## Пам'яткоохоронна діяльність
О. В. Сухобоков доклав багато зусиль для збереження історико-культурної спадщини України, розвитку пам'яткоохоронної та музейної справи. Керував групою з підготовки зводу пам'яток салтівської культури в Інституті пам'яткоохоронних досліджень Міністерства культури і мистецтв України (1996—2000 рр.). Був науковим консультантом археологічних розділів «Зводу пам'яток історії та культури України» Полтавської та Сумської областей (1990—2008 рр.).

## Нагороди
- Почесний громадянин м. Путивль (1989).
- Диплом та почесна відзнака «Золота Ярославна» (2000)
- Почесна грамота Президії НАН України (2007).

## Праці
О. В. Сухобоков — автор понад 200 наукових праць, в тому числі п'яти монографій (одна з них у співавторстві). Водночас значна частина наукового доробку залишилася неопублікованою, зокрема оригінальні монографії, присвячені дослідженим ним унікальним археологічним пам'яткам Дніпровського Лівобережжя. Найважливіші праці О. В. Сухобокова:
- Славяне Днепровского Левобережья (роменская культура и ее предшественники). — К., 1975;
- Древнерусский Путивль и его округа. — Путивль, 1990;
- Дніпровське лісостепове Лівобережжя у VIII—XIII ст. — К., 1992;
- Опошнянське городище. — Полтава, 1995 (співав. Юренко С. П.);
- Этнокультурные процессы на Левобережной Украине в І-м тысячелетии н. э. // Проблемы этногенеза славян. — К., 1978 (соавт. Юренко С. П.);
- Древнерусские поселения Днепровского Левобережья // Древнерусские поселения Среднего Поднепровья. — К., 1984;
- Волынцевская культура // Этнокультурная карта территории Украинской ССР в І тыс. н. э. — К., 1985 (соавт. Юренко С. П.); — Роменская культура // там же;
- Славянские древности последней четверти І-го тыс. н. э. Днепровского Левобережья (волынцевская и роменская культуры) // Археология Украинской ССР. — Т. 3. — К., 1986;
- Південно-східне порубіжжя давньоруської держави // Археологія. — 1989. — № 3;
- Некоторые спорные вопросы истории населения Левобережной Украины в начале І-го — нач. ІІ-го тысячелетия н. э. // История и археология Слободской Украины. — Харьков, 1992;
- Новое в изучении памятников волынцевского типа // Славянская археология: этногенез, расселение и духовная культура славян. — М., 1993 (соавт. Юренко С. П.);
- К хронологии славянских памятников Днепровского Левобережья последней четверти І-го тысячелетия н. э. // Історія Русі-України. — К., 1998;
- Древнерусский Ромен: археология и летопись // А сє єго срєбро. — К., 2002;
- sp;— 2003; — Розкопки у літописному Ромні (до 100-річчя роменської культури) // Археологія. — 2004. — № 4;
- Тюркомовні народи в історії населення лівобережно-дніпровської лісостепової України (археологічний аспект) // Хозарський альманах. — Т. ІІІ. — К. -Харків, 2004;
- Озброєння і військова справа Хозарського каганату // Нариси воєнної історії давнини. — К., 2005 (співавт. Комар О. В.);
- Передмова наукового редактора // Михайло Брайчевський. Хозарія і Русь. Вибране. — Т.2. — К., 2009.